# Grasgrüner Täubling
Der Grasgrüne Täubling (Russula aeruginea, Syn.: Russula graminicolor), auch Grasgrüner Birken-Täubling genannt, ist ein Pilz aus der Familie der Täublingsverwandten. Der recht häufige Pilz hat einen hellgrünen bis graugrünen, feucht glänzenden Hut und cremefarbene, leicht schärflich schmeckende Lamellen. Er ist essbar und wächst typischerweise unter Birken.

## Merkmale

### Makroskopische Merkmale
Der Name „Grasgrüner Täubling“ leitet sich von der Färbung des Hutes auf der Oberseite ab. Dieser ist hellgrün, teilweise auch hellgrau gefärbt und mit einer klebrigen Oberfläche versehen. Häufig ist das Zentrum des Hutes dunkler gefärbt als seine Umgebung. Im Anfangsstadium ist der Hut kugelförmig und nach unten hin geschlossen. Später weitet sich der Hut aus und nimmt eine wellige Form an, wobei sich im Zentrum des Hutes meist eine Vertiefung bildet. Am Hutrand befinden sich bei großen Exemplaren Riefen. Durchschnittlich kann ein Hut einen Durchmesser von 5 bis 12 cm erreichen.
An der Unterseite des Hutes befinden sich cremefarbene Lamellen, die ziemlich dicht stehen und häufig gegabelt sind. Bei älteren Exemplaren sind sie häufig bräunlich gefleckt.
Der weiße Stiel ist glatt und ca. 4–8 cm lang. Dieser ist außerdem gleichmäßig dick. An ihm verlaufen am oberen Ende die Lamellen herab.
Das weiße Fleisch ist bröckelig und brüchig, es ist geruchlos und besitzt einen milden, leicht scharfen Geschmack. Mit Eisensulfat verfärbt es sich grau-rosa und reagiert mit Guajak nur langsam und schwach. Das Sporenpulver des Russula aeruginea besitzt ebenfalls eine Cremefärbung (IIb-IIc nach Romagnesi).
Die Huthaut färbt sich mit KOH orange. Eisensulfat verfärbt das Fleisch oder die Stieloberfläche langsam rosa.

### Mikroskopische Merkmale
Die Sporen des Grasgrünen Täublings sind in ihrer Größe sehr variabel. Sie sind zwischen 6–10 μm lang und 5–7 µm breit. Sie sind elliptisch oder deutlich länglich, in Ausnahmefällen können sie sogar nierenförmig sein. Die papillösen, abgerundeten Warzen sind teilweise durch feine Linien miteinander verbunden und bilden in seltenen Fällen ein teilweises Netzwerk mit bis zu zwei Maschen aus. Die Warzen sind etwa 0,5–0,6 µm hoch, selten höher. Die Basidien sind 38–45 µm lang und 6,5–8 µm breit.
Die Huthauthyphen enthalten rechteckige, nicht aufgeblähte Stützzellen. Die Zystiden sind 50–82 µm lang und 7,5–12 µm breit, zylindrisch bis spindelförmig und ohne Septen. Die Pilozystiden sind mit Sulfovanillin anfärbbar.

## Artabgrenzung
Die wichtigsten Kennzeichen dieses Pilzes sind: Standort unter Birken, stumpf grünlich bis grauer Hut und splitternde, ockerfarbene Lamellen. Es gibt eine Reihe von Täublingen, die dem Grasgrünen Täubling sehr ähnlich sehen können.
- Besonders ähnlich sind einige Formen des Blaugrünen Reif-Täublings (Russula parazurea). Der Blaugrüne Reif-Täubling hat zumindest bei Trockenheit einen grauweißlich bereiften Hut, mehr weißliche (blass cremefarbene) Lamellen und ein blass cremefarbenes Sporenpulver.
- Auch grüne Formen des Frauentäublings (Russula cyanxantha) können ähnlich aussehen. Doch hat der Frauentäubling elastische, nicht splitternde Lamellen. Außerdem reagiert sein Fleisch nicht mit Eisensulfat.
- Der Grüne Speisetäubling und grüne Formen des Fleischroten Speisetäublings (Russula vesca) haben weiße Lamellen und ein rein weißes Sporenpulver.

## Ökologie
Wie alle Täublinge, ist auch der Grasgrüne Täubling ein Mykorrhizabildner, Hauptpartner sind Arten aus der Gattung der Birken, besonders Sandbirke und Moorbirke (daher der alternative Name Grasgrüner Birken-Täubling), seltener Fichten. Darüber hinaus wird selten über Funde unter Kiefern, Linden, Lärchen und Hemlocktannen berichtet.
Der Grasgrüne Täubling ist an keinen bestimmten Waldtyp gebunden und kann an verschiedenen Standorten im Gras unter seinen Wirtsbäumen gefunden werden. Neben Wäldern besiedelt er auch Parks, Gärten und Friedhöfe. Bevorzugt werden sehr trockene bis frische, saure (stark entkalkte bis kalkfreie), nährstoffarme Böden. Die Art kommt vom Flachland bis ins Hochgebirge vor. Die Fruchtkörper erscheinen in Mitteleuropa von Juli bis Oktober.
Die Art reagiert empfindlich auf Nährstoffeintrag und die Kalkung der Wälder. Sie wird für Baden-Württemberg in die Gefährdungsgruppe G3 (noch häufig, aber deutliche Rückgangstendenz) gestellt.

## Verbreitung

Europäische Länder mit Fundnachweisen des Grasgrünen Täublings.
Legende:
Länder mit Fundmeldungen
Länder ohne Nachweise
keine Daten
außereuropäische Länder

Der Grasgrüne Täubling ist in der gesamten Holarktis Nordamerika (Kanada, USA), Afrika (Marokko), Asien (Korea, Kamtschatka, Japan) und Europa verbreitet. Südlich von Israel, Kleinasien, den Kanarischen Inseln und den Balearen bis nördlich nach Grönland, Island, den Hebriden und Lappland.
In Deutschland ist er überall relativ gleichmäßig verbreitet, meidet aber die Kalkgebiete.

## Systematik

### Infragenerische Systematik
Der Grasgrüne Täubling wird von M. Bon in die Untersektion Griseinae gestellt, einer Untersektion der Sektion Heterophyllea. Die Untersektion enthält mittel- bis große Arten mit grauem, grünem, violett- oder olivfarbenem Hut. Die an sich mild schmeckenden Pilze haben leicht schärfliche Lamellen, ihr Sporenpulver ist cremefarben bis ocker.

### Formen und Varietäten
Folgende Formen und Varietäten wurden beschrieben:
| Varietät                               | Autor            | Beschreibung |
| -------------------------------------- | ---------------- | --- |
| Russula aeruginea f. rickenii          | Singer (1936)    | Mehr oder weniger dunkelgrün und glatt. |
| Russula aeruginea var. pseudoaeruginea | Romagn (1952)    | Die Varietät wird heute als eigenständige Art angesehen Russula pseudoaeruginea (Romagn.) Kuyper & Vuure (1985). |
| Russula aeruginea var. rufa            | P. Karst. (1889) | Karsten beschreibt einen Täubling mit bleich rotbraunem Hut, der auch schwach purpur- oder blutrot schillern kann und 9–12 cm breit ist. Die Lamellen ragen nicht hervor und Zystiden scheinen zu fehlen. Singer glaubt, dass diese Varietät synonym zu seiner R. vesca f. romellii ist. Da rötliche Farbtöne beim Grasgrünen Täubling nicht vorkommen, ist diese Form mit Sicherheit nicht mit Russula aeruginea verwandt. |

## Bedeutung
Der Grasgrüne Täubling ist essbar, doch roh unbekömmlich und sollte daher gut abgekocht oder durchgebraten werden.